# أدريان ماكدونل
أدريان ماكدونل (بالفرنسية: Adrian McDonnell)‏ هو موزع فرنسي، ولد في 22 مايو 1959 في غرينزبورو في الولايات المتحدة.